# Цав (недельная глава)
Цав (ивр. צַו‎) — одна из 54 недельных глав-отрывков, на которые разбит текст Пятикнижия (Хумаша). 25-й раздел Торы, 2-й раздел книги Левит.

## Краткое содержание
Бог приказывает Моше дать повеления Аарону и его сыновьям в отношении их обязанностей и привилегий в качестве коэнов (священников), приносящих корбанот (жертвы) в Святилище. На жертвеннике должен был постоянно гореть огонь, на котором сжигались жертвы всесожжения. Коэны должны были есть мясо грехоочистительных и повинных жертв, а также оставшуюся часть хлебного дара. Мясо мирной жертвы съедалось человеком, приносившим её, за исключением некоторых частей, отдававшихся коэну. Мясо этих жертв было священным, и должно было быть съедено человеком в состоянии ритуальной чистоты, в строго опредёленном месте и в течение строго определённого времени. Моше посвящает Аарона и его сыновей в священнослужение в течение семи дней, на протяжении которых они не покидают Святилище.